# Тракт-Ужет
Тракт-Ужет — деревня в Тайшетском районе Иркутской области России. Входит в состав Шиткинского муниципального образования. Находится примерно в 39 км к северу от районного центра.

## Население
По данным Всероссийской переписи, в 2010 году в деревне проживали 43 человека (23 мужчины и 20 женщин).